# Vicolo

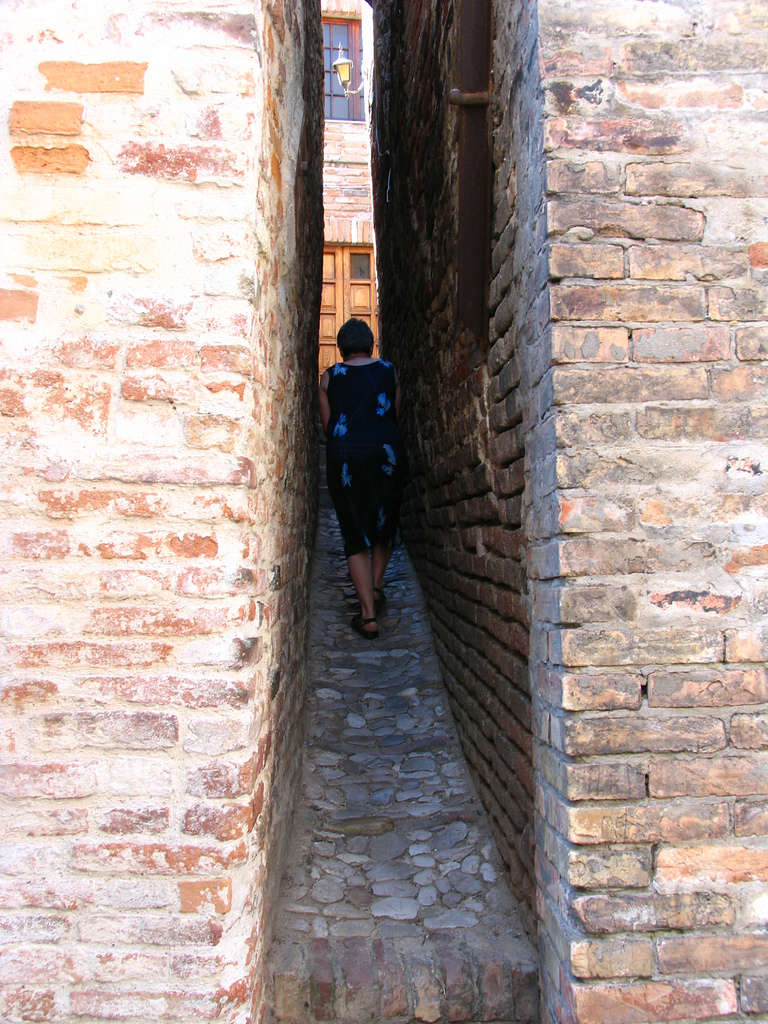
Uno stretto vicolo a Ripatransone.

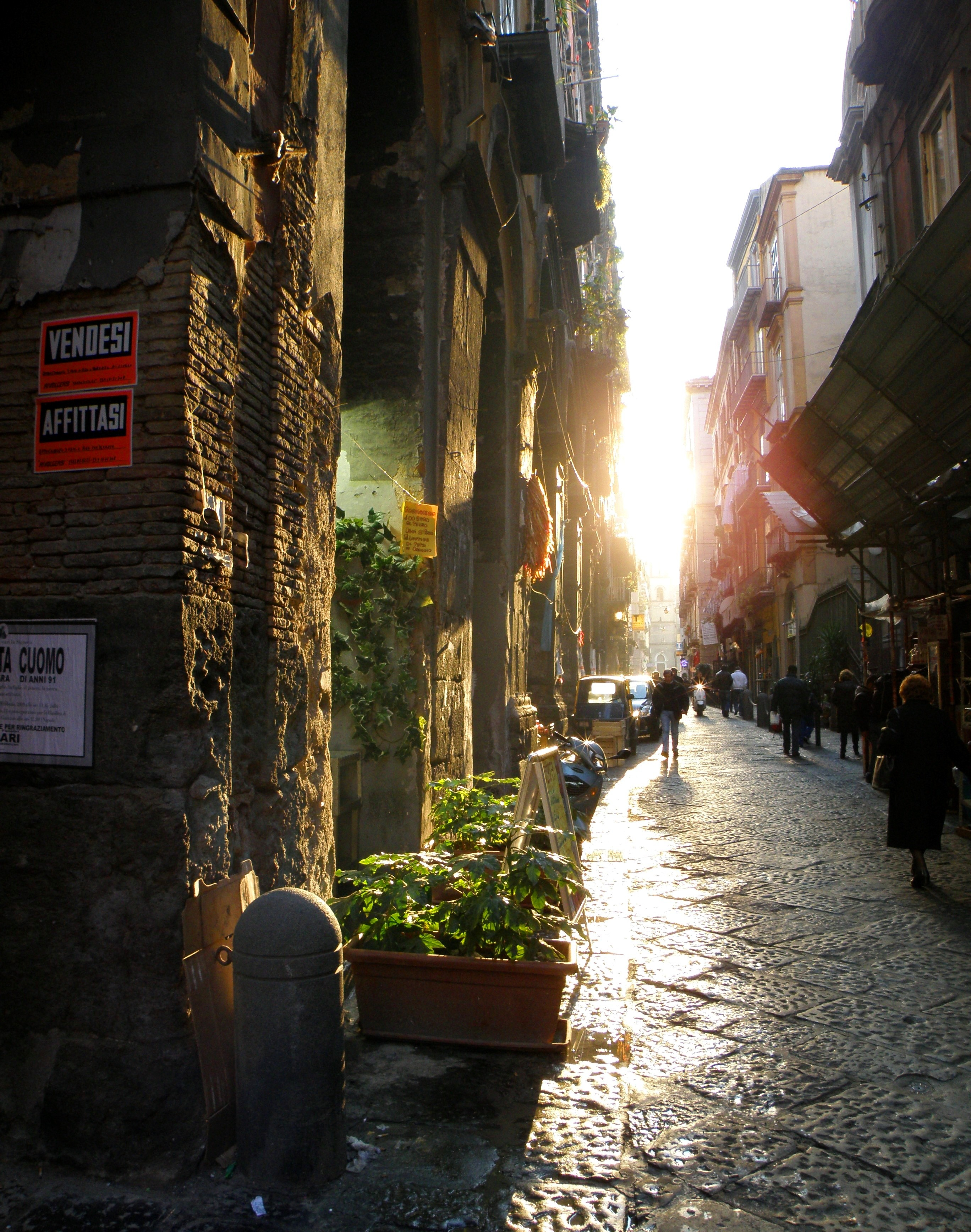
Un vicolo di Napoli.

Il vicolo o vico (dal latino vicŭlus, diminutivo di vicus, che significa borgo) è una strada urbana secondaria molto stretta. Il più delle volte il vicolo è una zona pedonale circondata da palazzi, spesso all'interno di un tessuto urbano medievale.
Un vicolo cieco è un vicolo in cui un'estremità non ha alcuno sbocco (è chiusa).

## Altri significati
La parola vico, che anticamente era sinonimo di borgo, è tuttora usata nei toponimi di alcuni comuni italiani, ticinesi e corsi (Vico Equense, Vico del Gargano, Vico Morcote, Vico etc.). La dicitura vicolo cieco, invece, è passata ad indicare una situazione da cui è difficile tirarsi fuori.

## Progettazione mediterranea

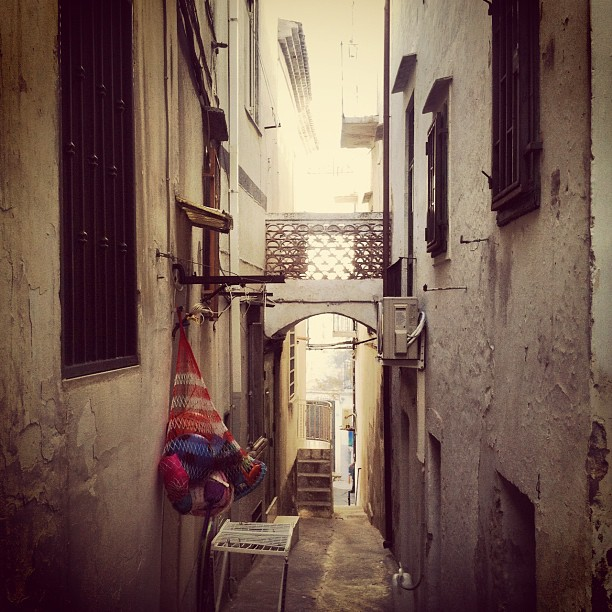
Tipico vicolo a Rodi Garganico.

Tipici dell'architettura mediterranea sono i vicoli, spesso ripidi, che caratterizzano i centri storici di città costiere, ma anche interne. Esempi possono essere i centri storici del Gargano, tutti caratterizzati da tracciati intricati di vicoli che spesso fungevano da ottime vie di fuga e che spesso rispondevano all'esigenza di costruire le abitazioni in modo che da ognuna fosse possibile scorgere il mare (città costiere) o gli appezzamenti di terra (città interne).

## Progettazione moderna
Nelle isole britanniche un vicolo poteva avere origine da una servitù di passaggio o da un vecchio sentiero inglobato nello sviluppo urbano. Nello sviluppo urbano dell'epoca vittoriana i vicoli venivano costruiti per consentire la consegna del carbone nel retro delle case. I vicoli potevano essere sia lastricati che presentarsi come semplici passaggi sterrati. La progettazione urbana contemporanea di rado prevede la realizzazione di vicoli.